# Frank Sampedro
Frank "Poncho" Sampedro (Virginia Occidental, Estados Unidos, 25 de febrero de 1949) es un músico estadounidense, célebre por su trabajo como guitarrista de la banda de rock Crazy Horse, principal grupo de respaldo de Neil Young.

## Biografía
Hijo de emigrantes españoles con raíces en Santa Eugenia de Ribeira, La Coruña, Sampedro nació el 25 de febrero de 1949 en Virginia Occidental y creció en Detroit. A los pocos años, se trasladó a California tan pronto como tuvo edad suficiente para conducir.
Después de tocar con varias bandas, y gracias a su amistad con Billy Talbot, Sampedro entró a formar parte del grupo Crazy Horse en sustitución de Danny Whitten, fallecido en noviembre de 1972 a causa de una sobredosis. El primer trabajo de Sampedro con Neil Young fue en Zuma, marcando un estilo musical más cercano al hard rock y más presente en trabajos posteriores como Rust Never Sleeps y Ragged Glory. 
Además de su trabajo con Crazy Horse, Sampedro trabajó con Young en proyectos en solitario o con otras bandas como This Note's for You y Freedom, marcando un distanciamiento con Talbot y Ralph Molina que llevó a la ausencia del músico en la grabación de Left for Dead. Además, tampoco participó en la grabación de Greendale en 2003, aunque se sumó como guitarrista a la gira posterior.
Durante los últimos dieciocho años, Sampedro ha trabajado además como asistente de la banda del programa de Jay Leno The Tonight Show. Actualmente, Sampedro reside en Hawái.
En agosto de 2012, durante la gira Alchemy Tour, la primera de Young con Crazy Horse en ocho años, Sampedro sufrió una fractura de una muñeca, lo cual obligó a Young a cancelar varios conciertos en Europa y Norteamérica.

## Instrumentos
Sampedro normalmente usa la Gibson Les Paul y la Gibson ES-335, con un juego de cuerdas (0,055 "a 0,012" y con unas cuerdas wound G).

## Discografía
Con Crazy Horse
- Crazy Moon (1978)
- Gone Dead Train: The Best of Crazy Horse 1971-1989 (2005)
- Scratchy: The Complete Reprise Recordings (2005)

Con Neil Young & Crazy Horse
- Zuma (1975)
- Rust Never Sleeps (1979)
- Live Rust (1979)
- Re·ac·tor (1981)
- Life (1987)
- Ragged Glory (1990)
- Weld (1991)
- Arc (1991)
- Sleeps with Angels (1994)
- Broken Arrow (1996)
- Year of the Horse (1997)
- Americana (2012)
- Psychedelic Pill (2012)

Con Neil Young
- American Stars 'N Bars (1977)
- Comes a Time (1977)
- Trans (1982)
- This Note's for You (1988)
- Freedom (1989)
- Are You Passionate? (2002)
- Chrome Dreams II (2007)

Colaboraciones
- Glimmer, Kevin Salem
- Harlem, Shawn Amos